# Айала, Алексис
Алексис Айала (исп. David Alexis Ayala Padro) (9 августа 1965, Сан-Франциско, Калифорния, США) — мексиканский актёр театра и кино и режиссёр.

## Биография
Родился 9 августа 1965 года в Сан-Франциско. В мексиканском кинематографе дебютировал в 1988 году и принял участие в 46 работах в кино и телесериалах в качестве актёра и режиссёра.  В качестве театрального актёра принял участие в 4 спектаклях, один из которых является культовым — Горбун из Нотр-Дама, мексиканская постановка известного мюзикла Нотр-Дам де Пари. Номинирован 12 раз на премии People en Español и TVyNovelas, ему удалось победить лишь однажды (TVyNovelas за режиссёрскую работу телесериала Пантера в 2008 году).

## Личная жизнь
Алексис Айала был женат дважды. Первой супругой являлась актриса Карла Альварес, супруги развелись. Второй супругой актёра является актриса Фернанда Лопес, с которой он поженился 2 августа 2014 года в Акапулько в узком семейном кругу.

## Фильмография

### Избранные телесериалы
- 1985-2007 — «Женщина, случаи из реальной жизни»
- 1990 — «Моя маленькая Соледад» — Хорхе.
- 1991 — «Шаловливая мечтательница» — Карлос Перес.
- 2000-01 — «Личико ангела» — Леонардо Ретана.
- 2002-03 — «Таковы эти женщины» — Диего Монтехо.
- 2005 — «Наперекор судьбе» — Диего Сандоваль.
- 2008 — «Женщины-убийцы» — Карлос Окампо.
- 2022 — «Преодолей отсутствие» — Браулио Дуэньяс

## Театральные работы
- Горбун из Нотр-Дама (2012)
- Ночь страсти (2012-13)